# جو ماكدونالد
جو ماكدونالد (بالإنجليزية: Joe McDonald)‏ هو مدرب كرة القاعدة ‏ أمريكي، ولد في 5 يوليو 1929 في جزيرة ستاتن في الولايات المتحدة.